# Avelãs de Ambom e Rocamondo
Avelãs de Ambom e Rocamondo (llamada oficialmente União de Freguesias de Avelãs de Ambom e Rocamondo) es una freguesia portuguesa del municipio de Guarda, distrito de Guarda.

## Historia
La freguesia fue creada con el nombre de União das Freguesias de Avelãs de Ambom e Rocamondo el 28 de enero de 2013 en aplicación de una resolución de la Asamblea de la República de Portugal promulgada el 16 de enero de 2013 con la unión de las freguesias de Avelãs de Ambom y Rocamondo, pasando a estar situada su sede en la antigua freguesia de Rocamondo. Esta denominación se mantuvo hasta el 28 de marzo de 2013 que pasó a llamarse con su actual nombre en aplicación de la Declaración de Rectificación n.º 19/2013 que corregía su denominación.

## Demografía
| Gráfica de evolución demográfica de Avelãs de Ambom e Rocamondo entre 2011 y 2021 |
|                                                                                   |
| Datos según el nomenclátor publicado por el INE portugués.                        |